# Ligeti Ernő
Ligeti Ernő, 1899-ig Lichtenstein Ernő (Kolozsvár, 1891. február 19. – Budapest, 1945. január 11.) erdélyi magyar író, publicista, szerkesztő, a helikoni közösség tagja.

## Élete
Jogi tanulmányok után lépett újságírói pályára. Előbb a Nagyváradi Napló, majd Kolozsvárott a Keleti Újság munkatársa volt. Az 1920-as évek elején vette feleségül Szántó Margit (1899-1945) színésznőt, aki az Országos Magyar Királyi Színművészeti Akadémia végzett növendéke volt (1914-1917).
1924-ben részt vett az Erdélyi Szépmíves Céh könyvkiadó vállalat megalapításában. 1926-tól alapító tagja volt a Helikoni Közösségnek. 1934-ben Kolozsvárott hetilapot alapított Független Újság címmel, de a lap működési engedélyét 1940-ben a magyar hatóságok visszavonták.
A zsidótörvények okozta megélhetési nehézségek miatt - Marosi Ildikó szerint - 1943-ban költözött Budapestre az anyósához, özvegy Szántó Sománéhoz a Pozsonyi út 49-be, és a Magyar Nemzet főmunkatársa lett.
1944-ben megjárta a horthyligeti internálótábort, majd októberben a gyálpusztai sáncásó munkatábort. Az előbbiből az Erdélyi párti politikusbarátai szabadították ki, az utóbbiból valószínűleg svájci menlevél révén szabadulhatott.
A nyilasok családjával együtt gyilkolták meg 1945. január 11-én. Ligetit, feleségét és kisfiát egy nyilas osztag kirángatta a svájci követség védelme alatt álló Pozsonyi úti lakásából, bevitte az Andrássy út 60. alatti nyilasházba. Őt és családját megkínozták, majd Kun páter személyes tűzparancsára végezték ki éjjel a Liszt Ferenc téren.
Csak egyetlen gyermeke, Ligeti Károly (1928-2015) élte túl a mészárlást, aki 1946-ban Németországa, majd 1950-ben az Amerikai Egyesült Államokba emigrált és később Kaliforniában ékszeripari vállalkozást alapított.
A neve szerepel a 2024-ben a Boráros téren felavatott Horthyliget emlékművön.

## Irodalmi munkássága
Költészete gondos formába öntött intellektuális líra, regényei az erdélyi társadalmi élet színes ábrázolásai. A két világháború közötti romániai magyar irodalom demokratikus gondolkodású, érdekes egyénisége.

## Művei
- Magányosan ezer tavasz közt (versek), Nagyvárad, 1913
- Asszony (novellák), Marosvásárhely, 1920
- Belvedere (regény), Kolozsvár, 1921
- Erdély vallatása (politikai portrék), Kolozsvár, 1922
- Én jót akartam (versek), Szatmárnémeti, 1924
- Az ifjító szűz (regény), Kolozsvár, 1925
- Föl a bakra (regény), Kolozsvár, 1925
- A páneurópai mozgalom (tanulmány), Kolozsvár, 1926
- A kék barlang (regény), Kolozsvár, 1927
- Vonósnégyes (elbeszélések), Kolozsvár, 1928
- A kuruzsló (regény), Kolozsvár, 1929
- Az ő kis katonája (regény), Marosvásárhely, 1931
- A két Böszörményi (regény), Kolozsvár, 1931
- Az idegen csillag (regény), Kolozsvár, 1932
  - (A néger hősszerelmes címen is)
- A néger hősszerelmes. Ira Aldridge; Pantheon, Bp., 1933
  - (Az idegen csillag címen is)
- Jákob az angyallal (kisregény), Nagyvárad, 1940
- Rózsaszüret (A Balkán regénye), Kolozsvár, 1941
- Súly alatt a pálma. Egy nemzedék szellemi élete. 22 esztendő kisebbségi sorsban; Fraternitas, Kolozsvár, 1941
- Súly alatt a pálma (Egy nemzedék szellemi élete. Emlékirat), Kolozsvár, 1941
- Noé galambja (történelmi regény), Budapest, 1943